# シルヴァノ (競走馬)
シルヴァノ（Silvano、星運來）とはドイツで生産された競走馬および種牡馬である。シルヴァーノと表記される場合もある。ドイツ、香港、シンガポール、アラブ首長国連邦、アメリカ合衆国、オーストラリアの6ヶ国の競馬場で走り、ドイツ調教馬として初めてアメリカ合衆国のG1競走に勝利した。主戦騎手はアンドレアス・スボリッチが務め、11戦で4勝しそのうちG1競走を2勝している。2001年ドイツ年度代表馬。

## 経歴

### 1998年（2歳） - 2000年（4歳）
競走馬デビューは2歳時で、デビュー戦で初勝利を挙げた。その後休養をはさみ3歳春に3戦して2勝（うち重賞競走1勝）し、ドイチェスダービーとドイツ賞に出走したがそれぞれ4着で、G1戦線ではあと一歩という成績だった。
休養後古馬となり、ドイツ国内の重賞戦線で2着、1着、3着と安定した走りをみせ、再度休養をはさみ12月には国外遠征を行い香港ヴァーズに出走したが5着だった。

### 2001年（5歳）
この年は各国の競走を走り、3月のシンガポールカップ、4月のクイーンエリザベス2世カップ、8月のアーリントンミリオンの3つの競走を制し、3月のドバイシーマクラシックではステイゴールドとファンタスティックライトに続く3着、8月のマンノウォーステークスでもウイズアンティシペイションの2着になるなど各国のG1戦線で活躍し、この年のドイツ年度代表馬に選ばれている。12月の香港カップでアグネスデジタルに敗れて11着となったのを最後に競走馬を引退した。

### 種牡馬時代
2002年より生まれ故郷のフェアホフ牧場で種牡馬となった。その後南アフリカ共和国でも供用されている。
日本には2008年現在競走馬としての産駒は輸入されていないが、2008年のエリザベス女王杯に産駒のフェアブリーズがドイツから出走し、単勝10番人気で16着だった。
2021年8月に死亡したことが発表された。

## おもな産駒
- 2003年生
  - Fair Breeze / フェアブリーズ（2007年ヘッセンポカル、2008年アレフランス賞、コリダ賞）
- 2004年生
  - Mi Emma / ミエマ（2007年シュトゥッテン賞）
  - Kings Gambit / キングズギャンビット（2008年サウスアフリカンクラシック、サウスアフリカンダービー）
- 2005年生
  - Aslan / アスラン（2009年サマーカップ）
  - Martial Eagle / マーシャルイーグル（2013年J＆Bメット）
- 2006年生
  - Field Flower / フィールドフラワー（2009年ケープフィリーズギニー）
  - Bold Silvano / ボールドシルヴァノ（2010年ダーバンジュライ、2011年マクトゥームチャレンジラウンドII）[3]
  - Flirtation / フラーテーション（2010年サマーカップ）
- 2007年生
  - Seal / シール（2011年サウスアフリカンダービー）
- 2008年生
  - Heavy Metal / ヘヴィーメタル（2013年プレジデンツチャンピオンズチャレンジ、ダーバンジュライ）
- 2009年生
  - Vercingetorix / ウェルキンゲトリクス（2014年ジェベルハッタ）
  - Wavin' Flag / ウェイヴィンフラッグ（2014年ゴールドカップ）
- 2010年生
  - Lucky Speed / ラッキースピード（2013年ドイチェスダービー）
- 2012年生
  - Silver Mountain / シルヴァーマウンテン（2015年ケープフィリーズギニー）
  - Marinaresco / マリナレスコ（2016年チャンピオンズカップ、2017年ダーバンジュライ）
- 2013年生
  - Orchid Island / オーキドアイランド（2017年サウスアフリカンフィリーズクラシック）
  - Al Sahem / アルサヘム（2017年サウスアフリカンダービー）
- 2015年生
  - Hawwaam / ハウワーム（2019年サウスアフリカンクラシック、プレミアズチャンピオンズチャレンジ、デイリーニュース2000、2020年ホースチェスナットステークス、チャンピオンズチャレンジ）
  - Silvano's Pride / シルヴァノズプライド（2019年ウーラヴィントン2000）
  - Zillzaal / ジルザール（2019年サマーカップ）
- 2016年生
  - Summer Pudding / サマープディング（2020年サウスアフリカンフィリーズクラシック、ウーラヴィントン2000、サマーカップ、2021年エンプレスクラブステークス）
- 2017年生
  - Sparkling Water / スパークリングウォーター（2022年ダーバンジュライ）

## 血統表
| シルヴァノの血統              | シルヴァノの血統             | シルヴァノの血統  | （血統表の出典）  | （血統表の出典） |
| 父系                          | ニジンスキー系               | ニジンスキー系    | ニジンスキー系    | [ § 2 ]          |
| 父 Lomitas 1988 栗毛          | 父の父Niniski 1976 鹿毛      | Nijinsky II       | Northern Dancer   | Northern Dancer  |
| 父 Lomitas 1988 栗毛          | 父の父Niniski 1976 鹿毛      | Nijinsky II       | Flaming Page      |                  |
| 父 Lomitas 1988 栗毛          | 父の父Niniski 1976 鹿毛      | Virginia Hills    | Tom Rolfe         | Tom Rolfe        |
| 父 Lomitas 1988 栗毛          | 父の父Niniski 1976 鹿毛      | Virginia Hills    | Ridin' Easy       |                  |
| 父 Lomitas 1988 栗毛          | 父の母La Colorada 1981 栗毛  | Surumu            | Literat           | Literat          |
| 父 Lomitas 1988 栗毛          | 父の母La Colorada 1981 栗毛  | Surumu            | Surama            |                  |
| 父 Lomitas 1988 栗毛          | 父の母La Colorada 1981 栗毛  | La Dorada         | Kronzeuge         | Kronzeuge        |
| 父 Lomitas 1988 栗毛          | 父の母La Colorada 1981 栗毛  | La Dorada         | Love In           |                  |
| 母 Spirit of Eagles 1986 鹿毛 | 母の父Beau's Eagle 1976 栗毛 | Golden Eagle      | Right Royal       | Right Royal      |
| 母 Spirit of Eagles 1986 鹿毛 | 母の父Beau's Eagle 1976 栗毛 | Golden Eagle      | Aquilla           |                  |
| 母 Spirit of Eagles 1986 鹿毛 | 母の父Beau's Eagle 1976 栗毛 | Beaufield         | Maribeau          | Maribeau         |
| 母 Spirit of Eagles 1986 鹿毛 | 母の父Beau's Eagle 1976 栗毛 | Beaufield         | Bushfield         |                  |
| 母 Spirit of Eagles 1986 鹿毛 | 母の母Big Spirit 1980 鹿毛   | Big Spruce        | Herbager          | Herbager         |
| 母 Spirit of Eagles 1986 鹿毛 | 母の母Big Spirit 1980 鹿毛   | Big Spruce        | Silver Sali       |                  |
| 母 Spirit of Eagles 1986 鹿毛 | 母の母Big Spirit 1980 鹿毛   | Beautiful Spirit  | Bold Bidder       | Bold Bidder      |
| 母 Spirit of Eagles 1986 鹿毛 | 母の母Big Spirit 1980 鹿毛   | Beautiful Spirit  | Babyla            |                  |
| 母系(F-No.)                   | (FN:1-c)                     | (FN:1-c)          | (FN:1-c)          | [ § 3 ]          |
| 5代内の近親交配               | Ribot S5×M5=6.25%            | Ribot S5×M5=6.25% | Ribot S5×M5=6.25% | [ § 4 ]          |
| 出典                          | 1. 2. 3. 4.                  | 1. 2. 3. 4.       | 1. 2. 3. 4.       | 1. 2. 3. 4.      |

半弟、Sabiango / サビアンゴ（2001年アラルポカル、2003年ドイツ賞、種牡馬）